# Interbellum
Een interbellum (van het Latijnse inter, tussen, en bellum, oorlog) is een periode tussen twee oorlogen. Dit artikel gaat over de periode tussen de Eerste en de Tweede Wereldoorlog (van november 1918 tot september 1939), meestal het interbellum genoemd.

## De vredesconferenties

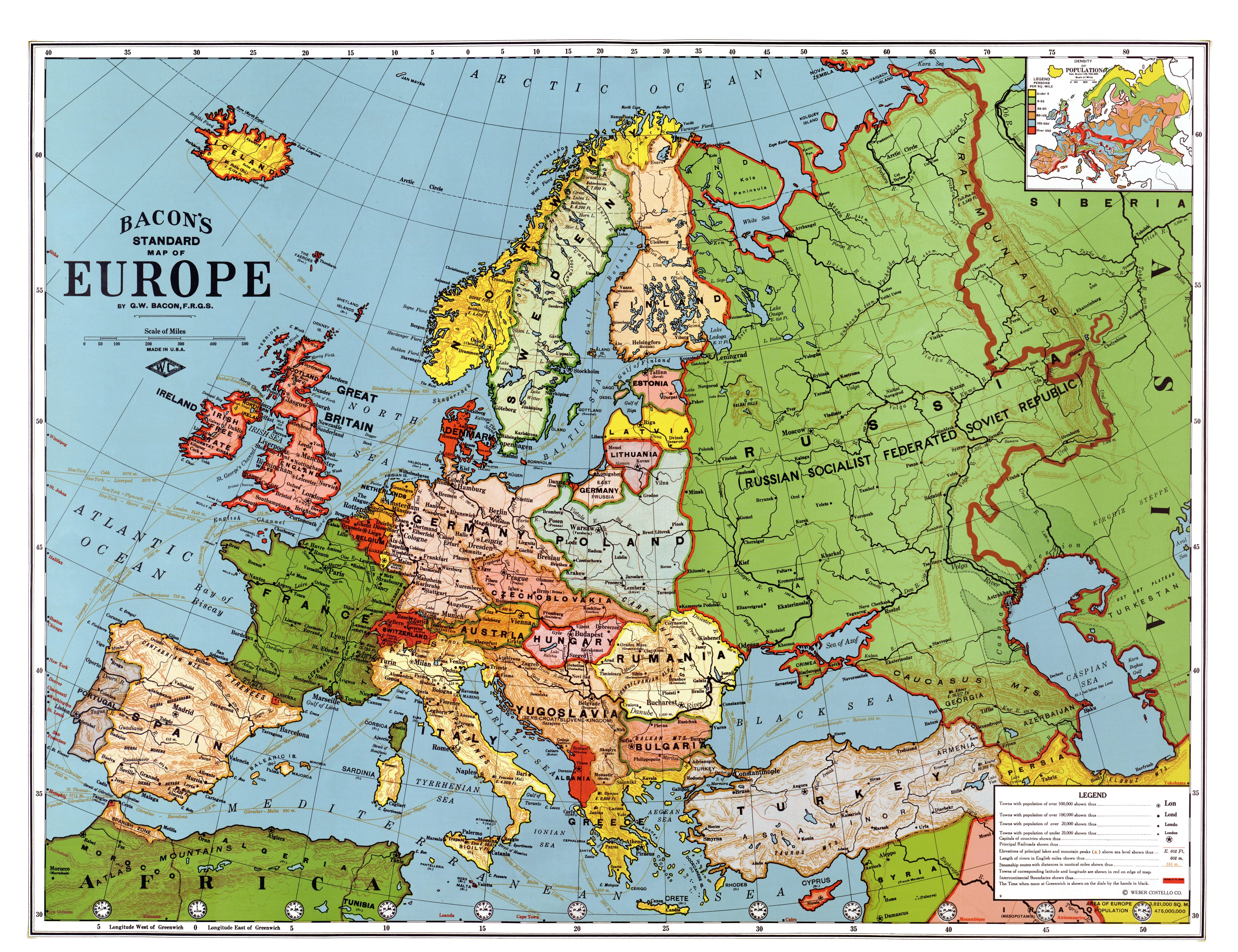
Europa tijdens het interbellum (1923)

In de voorsteden van Parijs werd in 1919 een aantal vredesconferenties gehouden ter voorbereiding op de verdragen met de verslagen Centrale mogendheden (met name Duitse Keizerrijk en Oostenrijk-Hongarije). De Amerikaanse president Woodrow Wilson kwam met idealistische denkbeelden naar Frankrijk: hij wilde een Volkenbond oprichten en zelfbeschikkingsrecht voor alle volkeren. Dit hield in dat zij alle, inclusief de verslagen Centrale Mogendheden, redelijk zouden moeten worden behandeld. Iedere nationaliteit zou het recht hebben om in een eigen staat te mogen wonen. Dit denkbeeld strookte slecht met de ideeën van de andere geallieerden als het op het verdelen van de buit aankwam. Italië, Frankrijk en het Verenigd Koninkrijk hadden enorm geleden, terwijl Servië, Roemenië en België bijna van de kaart waren geveegd. Deze landen hadden honderdduizenden jonge mannen verloren en kampten met een enorme oorlogsschuld. Daar moest wel een flinke prijs tegenover staan. Deze geallieerden drongen dus aan op harde behandeling van de Centralen. Japan had sowieso slechts meegedaan voor de oorlogsbuit en sloot zich bij deze groep aan.
De Russen, die het meest geleden hadden, waren niet uitgenodigd, ondanks de latere nietigverklaring van het Vrede van Brest-Litovsk. Men beweerde dat men het er niet over eens was welk gezag bevoegd was Rusland te vertegenwoordigen. De ware reden was uiteraard dat dit gezag de goedkeuring van de geallieerden niet kon wegdragen. Een ander probleem was het feit dat Servië en Montenegro met de Staat van Slovenen, Kroaten en Serven (SHS) waren samengegaan. Het SHS was nog niet erkend, terwijl Servië en Montenegro niet meer bestonden.
Ieder land trachtte met een zo groot mogelijke delegatie te komen (indien het dit kon bekostigen). De willekeur der grootste partijen bepaalde echter of iemand ook recht van spreken had en zo ja, of hij ook serieus genomen werd. De Italiaanse gedelegeerden trachtten de SHS-gedelegeerden zo veel mogelijk het zwijgen op te leggen. De Brazilianen (wier bijdrage aan de oorlog symbolisch was geweest) werd het door Wilson gegund twee afgevaardigden te sturen, terwijl België en Roemenië het met een moesten stellen, ondanks de door hen gebrachte offers. De Grieken werden in hun eisen gesteund door de Britten, die Griekenland als springplank voor hun eigen ambities en als tegengewicht voor Italië zagen. België werd gesteund door de Fransen, die graag een sterk België wilden om de Duitsers van hun noordgrens weg te houden. Om Duitsland in de tang te houden, werden ook de Poolse en Tsjecho-Slowaakse ambities gesteund.
Het resultaat, het Verdrag van Versailles, was een vrede die door velen als onrechtvaardig werd beschouwd. Niet nationaliteiten bepaalden de grenzen, maar het principe van "the winner takes it all". De Japanners kregen het recht de Duitse concessies in China te bezetten, wat tot een storm van woede in China leidde (en in de VS). Overwegend Duitse of Hongaarse gebieden werden aan de overwinnaars of aan de successiestaten gegeven. De Duitse koloniën en Ottomaans-Arabische gebieden werden mandaatgebieden van België (Ruanda-Urundi), Zuid-Afrika (Namibië), Groot-Brittannië (Mandaatgebied Palestina, Brits Mandaat Mesopotamië, Koninkrijk Egypte, Tanganyika, Brits-Togoland, Brits-Kameroen), Frankrijk (Frans Mandaat Syrië, Frans-Kameroen, Frans-Togoland), Australië (Territorium Nieuw-Guinea, Nauru), Nieuw-Zeeland (Duits-Samoa) of Japan (Zuid-Pacifisch Mandaatgebied), wat in de meeste gevallen neerkwam op kolonialisme. De verdragen bevestigden ook de militaire inbezitneming van gebieden door Italië (Italiaans-Libië, Dodekanesos), Roemenië (Democratische Republiek Moldavië, Hertogdom Boekovina, Transsylvanië) en het SHS. De Centralen werd het grootste deel van de schuld toegeschoven en aan hen werden herstelbetalingen en zware verplichtingen opgelegd. De legers werden verplicht ingekrompen tot groottes die varieerden van 33.000 tot 100.000 man.
Reeds kort na de bekendwording van de tekst van de verdragen voorspelde men dat deze de blauwdruk vormden voor een nieuwe oorlog.

## Centraal-Europa en de Baltische Staten

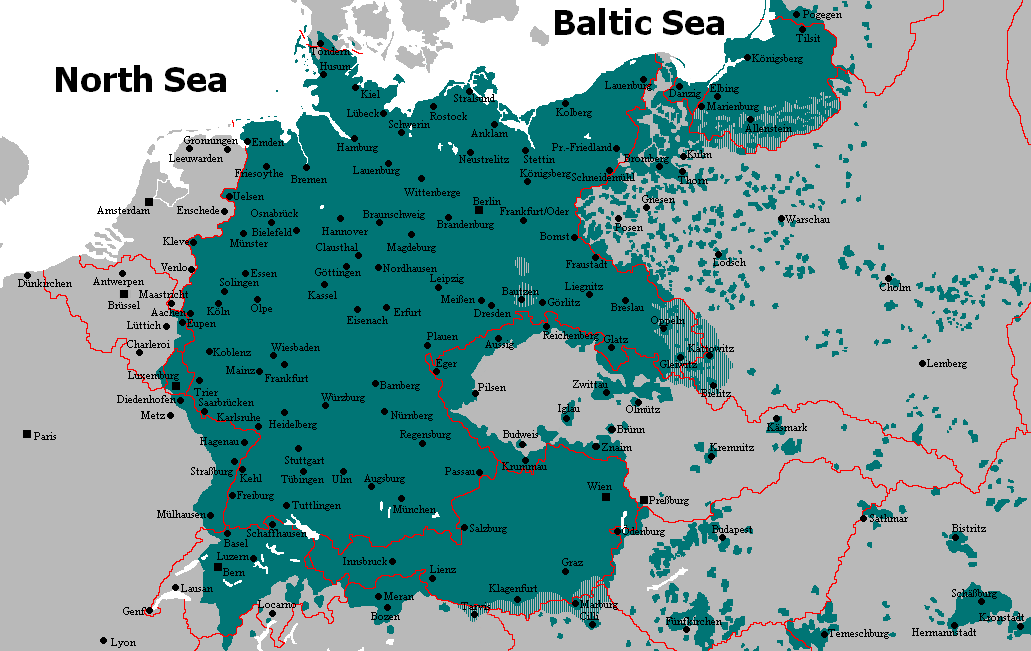
Duitse bevolking en Duits taalgebied in Centraal-Europa, 1910-1930.
Staatsgrenzen zoals op 1 januari 1931.

Polen kwam in een chaos uit de Eerste Wereldoorlog. De jonge staat trok ten velde tegen keizerrijk Rusland en wist hiermee zijn oppervlakte te verdubbelen. Estland, Letland en Litouwen werden onafhankelijk, maar Polen bezette wel de oude Litouwse hoofdstad Vilnius. Litouwen compenseerde zichzelf met de Duitse havenstad Memel. Uiteindelijk zou Polen een militaire dictatuur worden onder de aanvankelijk pro-Duitse Piłsudski. Deze zat gedurende de oorlog in gevangenschap in Duitsland, maar werd net voor de wapenstilstand door de Duitsers per trein naar Warschau gestuurd, waar hij als een nationale held werd ontvangen. De Duitsers zagen een onafhankelijk Polen namelijk liever bestuurd door Piłsudski, dan door de anti-Duitse Roman Dmowski.
Tsjecho-Slowakije scheen onder zijn schepper en president Tomas Garrigue Masaryk een betere toekomst tegemoet te gaan. Het land werd een democratie en bezat het sterkste leger en de sterkste economie van de regio. De minderheden waren echter het zwakke punt van de jonge staat. Sudeten-Duitsers, Hongaren en Polen klaagden dat ze werden gediscrimineerd, al deed de behoedzame regering zo veel mogelijk om hen tevreden te stemmen. In 1938 zou Hitler gebruikmaken van deze onrust om Tsjecho-Slowakije op te delen. Een jaar later zou hij Oost-Europa delen met de Sovjet-Unie, waardoor Polen en de Baltische staten ten onder zouden gaan.

## Italië
Italië ging in 1919 als overwinnaar naar de vredesconferenties. De delegatie werd geleid door premier Orlando. Eens had hij mensenrechten gedoceerd in Palermo, en had de naam zo altruïstisch te zijn als Wilson, maar nu moest hij honderdduizenden doden en een torenhoge schuld aan de bevolking verantwoorden. Dit bracht hem en zijn opvolgers in conflict met het SKS, de staat die later Koninkrijk Joegoslavië zou worden. Gabriele d'Annunzio en een aantal teleurgestelde veteranen besloten zelf de stad Fiume maar te bezetten, wat er uiteindelijk toe bijdroeg dat Italië toch de stad plus een aantal Dalmatische eilanden verkreeg, naast Zuid-Tirol. Ook bezetten de Italianen tijdelijk een deel van Anatolië, maar trokken zich onder druk van Mustafa Kemal terug.
In deze sfeer kwamen de Fasci di Combattimento van Benito Mussolini op. Deze "strijdgroepen" bestonden voor een groot deel uit ontevreden, anticommunistische veteranen. In 1922 kondigde Mussolini een mars op Rome aan, die echter erg slecht was voorbereid en gemakkelijk verijdeld had kunnen worden. De bluf werkte echter en de koning droeg hem op een regering te vormen.
Tijdens de fascistische tijd wist Mussolini ondanks de dictatuur en onderdrukking van vrije pers en meningsuiting zijn land toch uit de chaos en anarchie te redden. Orde, tucht en efficiëntie zorgden dat "de treinen weer op tijd reden" en de fabrieken in het noorden draaiden, wat de Italiaanse economie deed groeien. Mussolini sloot een Concordaat met het Vaticaan en werd in de internationale diplomatie algemeen gerespecteerd.
In de jaren 1933-1939 raakte Mussolini echter meer en meer in de ban van Adolf Hitler. Zijn jaloezie bracht hem ertoe ook op veroveringspad te gaan. Ethiopië en Albanië werden bezet, maar in 1939 bleef Italië aanvankelijk neutraal. Toen de Duitse legers echter de Fransen vernietigend versloegen, besloot Mussolini zich met Duitsland te verbinden in de hoop van Hitlers expansiezucht te kunnen profiteren. Hiermee stortte hij zijn land in de Tweede Wereldoorlog en kwam er een einde aan de economische voorspoed.

## Sovjet-Unie
De Sovjet-Unie (USSR) vormde tijdens het interbellum een geïsoleerde mogendheid. Na een vreselijke burgeroorlog (1918-1921) brandde een machtsstrijd los om het opvolgerschap van de stervende Lenin. Terwijl deze strijd voortwoedde en Lenin overleed, begon de economie zich onder de gunstige invloed van de NEP weer enigszins van de oorlog en de burgeroorlog te herstellen. In 1929 overspoelde de Grote Depressie de wereld, maar de geïsoleerde economie van de Sovjet-Unie bleek hier immuun voor te zijn en groeide zelfs. De jaren 30 werden echter gekenmerkt door tomeloze terreur door Stalin, waarbij iedereen die een hogere opleiding had gehad dan lagere school, verdacht was en de kaders tot in de hoogste regionen gezuiverd werden. Duizenden werden na showprocessen geëxecuteerd of in strafkampen opgesloten. Nieuwe leiders werden benoemd, die na verloop van tijd zelf ook weggezuiverd werden.
De Sovjet-Unie had in de jaren 20 voorzichtig toenadering tot Duitsland gezocht. Beide waren immers internationale paria's. Overeengekomen werd dat de top van het Duitse leger met Russische officieren mocht meedoen met grote oefeningen, waardoor zij ervaring opdeden. Ook produceerde de Sovjet-Unie moderne wapens voor Duitsland. Veel Russische officieren die aan de oefeningen meegedaan hadden, zouden hier later met hun leven voor moeten betalen. Door hun contact met Duitsers waren ze in de jaren 30 voor Stalin zeer verdacht. Zij waren de eerste slachtoffers van de zuiveringen.
Stalin was, mede door Hitlers felheid tegen het communisme, vrijwel de enige wereldleider die in Hitler een serieus gevaar zag. Toen de westelijke geallieerden echter niets deden en zelfs niet serieus op zijn voorstellen voor een defensieve alliantie tegen Duitsland ingingen, besloot hij met Duitsland in zee te gaan. In 1939 sloot hij met Duitsland een non-agressiepact (Molotov-Ribbentroppact), waarin in een geheime clausule Europa tussen Duitsland en de USSR verdeeld werden. Hier moest de USSR echter zwaar voor boeten: in 1941 werd het land toch aangevallen en moest het vier bloedige jaren de nazihorden het hoofd bieden.

## Verenigde Staten
President Woodrow Wilson had zich met zijn ideeën in het buitenland zeer populair gemaakt, maar binnenlandse irritatie opgewekt. Veel Amerikanen vonden dat hij de VS meesleepte in rare Europese oorlogen en ook van de Volkenbond zou wel weinig goeds komen. Hij kreeg het Verdrag van Versailles niet door de Senaat. Ook weigerde men deel te nemen aan de nota bene door Wilson zelf geïnitieerde Volkenbond. In 1919 kreeg Wilson een beroerte en in 1921 dwong zijn slechte gezondheid hem tot aftreden. Hij werd opgevolgd door Warren Harding. Die voerde een isolationistisch beleid in de geest van de Monroedoctrine en onder de slogan "back to normal".
De VS hadden duizenden mannen naar het front gestuurd. Daar hadden ze de gruwelen van de oorlog gezien en leren drinken. Er bestond al een grote geheelonthoudingsbeweging in de VS die door deze additionele angst voor een verspreiding van alcoholisme nog meer de wind in de zeilen kreeg. Bovendien waren de voorstanders van alcoholgebruik vaak ook van Duitse afkomst waardoor ze het pleit steeds meer verloren. Uiteindelijk kregen de geheelonthouders de overhand en voerde men de drooglegging (alcoholverbod) in. Dit werd geen succes: men onttrok zich er massaal aan door in Canada, Mexico of in illegale kroegen te gaan drinken. Drank werd illegaal gestookt en verhandeld, waar criminelen als Al Capone schatrijk mee werden. Duizenden Amerikanen overleden aan het drinken van met methanol of andere stoffen verontreinigde moonshine. Ten slotte werd de Drooglegging begin jaren 30 ingetrokken.
De Amerikanen zagen dat de Duitse herstelbetalingsverplichtingen in 1923 tot een enorme economische crisis leidden en boden een saneringsplan aan. Duitsland zou een nieuwe mark invoeren en de herstelbetalingen hervatten, maar de VS zouden Duitsland het geld lenen. Een deel van het geleende geld was bestemd voor herstelbetalingen, een ander deel mocht Duitsland zelf besteden. Engeland en Frankrijk betaalden van de herstelbetalingen de Amerikaanse banken weer terug en zo ontstond een cirkel waar iedereen tevreden mee was. De jaren 20, de roaring twenties, stonden in het teken van de georganiseerde misdaad, maar ze stonden ook voor voorspoed, jazz en optimisme. Ford ontwierp zijn Ford Model T en al snel reden overal auto's en ontstonden zelfs de eerste files. Beursaandelen vonden gretig aftrek en op Wall Street stegen de koersen.
In 1929 sloeg de crisis als een mokerslag toe. De economie toonde reeds de hele zomer tekenen dat het niet goed ging en het aantal faillissementen was aan het toenemen. Toch waren de koersen door massale speculatie gestegen tegen de economische realiteit in. Toen de economie dus in een recessie belandde, kwam de uiteindelijke waardedaling van de beurskoersen extra hard aan. De beurskrach op 24 oktober ontnam alle vertrouwen bij de meeste Amerikanen. Beleggers raakten hun spaargeld kwijt. De werkloosheid explodeerde, omdat bedrijven moesten inkrimpen. De Amerikaanse regering draaide de geldkraan naar Duitsland dicht, wat in Duitsland de crisis verergerde.
In 1932 trad echter een nieuwe leider aan: Franklin Delano Roosevelt. Met zijn New Deal trachtte hij de crisis aan te pakken. Hoewel het succes hiervan zeer omstreden was, kreeg men wel het vertrouwen in de economie en regering weer enigszins terug. In 1936, 1940 en 1944 werd Roosevelt dan ook telkens herkozen. In 1941 vielen de Japanners echter Pearl Harbor aan en verklaarde Duitsland de oorlog aan de VS, waarmee ook de Verenigde Staten in de Tweede Wereldoorlog werden gezogen.

## Balkan
De Balkan kwam als een chaos uit de Eerste Wereldoorlog. Het nieuwe Koninkrijk der Serviërs, Kroaten en Slovenen (SHS) ruziede met Italië over delen van Slovenië en Koninkrijk Dalmatië en Istrië voerde in het noorden strijd met etnische Duitsers die liever bij Duitsland of Oostenrijk wilden horen. In Hongarije werd onder Béla Kun een radenrepubliek uitgeroepen, die vanuit Roemenië omvergeworpen werd. In Bulgarije vond een revolutiepoging plaats, na de onderdrukking gevolgd door Witte Terreur, terwijl de Macedonische terreurbeweging VMRO het land ontwrichtte. In Albanië wist Ahmed Zogu de macht te grijpen en zich met harde terreur te handhaven.
Turkije wist zich onder Mustafa Kemal Atatürk van de sultan en de Britse, Griekse, Franse en Italiaanse aanwezigheid te ontdoen (Turkse Onafhankelijkheidsoorlog) en het Verdrag van Sèvres te matigen tot de Vrede van Lausanne. De Armeense opstand werd hard neergeslagen en na de oorlog met Griekenland kwam het tot een massale bevolkingsuitwisseling tussen Turkije en Griekenland: Armenen en Grieken vluchtten naar Griekenland of Amerika, Griekse Turken en moslims vluchtten naar Turkije.
Frankrijk moedigde bondgenootschappen aan om revisionistische verlangens van Hongarije, Duitsland en Oostenrijk de kop in te drukken. Een voorbeeld hiervan was de Kleine Entente (Roemenië, Joegoslavië, Tsjecho-Slowakije). Ook het Italië van Mussolini trachtte invloed op de Balkan te verwerven via Albanië en Joegoslavië. Koning Alexander en zijn regering verbraken echter direct de betrekkingen na een mislukte moordaanslag van de VMRO en de ustašabeweging. Mussolini bleef hierop de ustašabeweging steunen, maar trok deze steun later op aandringen van Hitler in.
Dit luidde een periode van extreme Duitse bemoeienis met de Balkan in, zodat Joegoslavië, Bulgarije en Roemenië de facto tot satellietstaten van Duitsland werden gedegradeerd. De Griekse dictator Ioannis Metaxas toonde zich een groot bewonderaar van Mussolini, terwijl Albanië in 1939 door Italië werd bezet. De Duitse aandelen in de im- en exporten van de landen steeg tot 50%. Hitler wist zich hierdoor te verzekeren van een productief achterland dat hem bovendien van een constante oliestroom verzekerde (Roemenië).
Toen in 1939 in de rest van de wereld de Tweede Wereldoorlog uitbrak, heerste op de Balkan een krampachtige vrede onder de ijzeren Duitse vuist. In november 1940 besloot Mussolini echter dat hij ook een groot veroveraar kon zijn en viel Griekenland binnen. Toen hij echter door de Grieken de Balkan uitgeschopt dreigde te worden, bereidde Hitler een aanval op Griekenland voor, om te voorkomen dat de Britten er een bruggenhoofd vestigden. Een staatsgreep in Joegoslavië uit verzet tegen deelname aan het As-verdrag leidde ertoe dat dit land op 10 april 1941 samen met Griekenland werd aangevallen. Ook op de Balkan was de Tweede Wereldoorlog begonnen.

## Midden-Oosten en Afrika
De Turkse en Duitse gebiedsdelen werden in 1919 tot mandaatgebieden verklaard. Aan het Verenigd Koninkrijk (Palestina, Irak, Tangajika, Togo, Kameroen), Zuid-Afrika (Namibië), België (Ruanda-Urundi) en Frankrijk (Syrië, Libanon, Kameroen), werd de taak opgedragen de gebieden tot onafhankelijkheid "op te voeden".
Frankrijk hield strak de touwtjes in handen, terwijl de Britten van hen afhankelijke koninkrijken stichtten (Empire by Treaty). In Arabië wist Abdoel Aziz al Saoed het Koninkrijk Saoedi-Arabië te stichten (1932), een islamitisch-puriteinse staat. Met de bezetting van Mekka en Medina werd hij tevens hoeder der heilige plaatsen, wat het prestige binnen de islamitische wereld sterk vergrootte. De zonen van de verdreven Sjarief Hoessein kwamen in Transjordanië en Irak op de troon. In de Britse gebieden vonden over het algemeen de minste opstanden plaats.
De regio Palestina was een apart probleem. Sinds het einde van de 19e eeuw waren de aliot in het kader van het zionisme op gang gekomen: immigratiestromen van Joden naar het Mandaatgebied Palestina. De Joden hadden aaneengesloten stukken grond gekocht, al in de Ottomaanse tijd. Daar stichtten ze hun kibboetsen en scholen en werden daarmee een staat in een staat. De Arabieren werden hier steeds ongeruster over en de situatie werd steeds grimmiger. De Britten stonden de joodse migratie minder en minder toe, maar de Tweede Wereldoorlog zou resulteren in een enorme migratie naar Palestina, wat uiteindelijk in 1948 tot de stichting van de joodse staat Israël leidde.
Afrika was in het interbellum volledig gekoloniseerd door Europese machten, op twee gebieden na. Het ene was Liberia, een door Amerikaanse filantropen gestichte staat voor zwarte ex-slaven. Het andere was het keizerrijk Ethiopië, geregeerd door de negus Haile Selassie, leeuw van Juda. Italië, dat Eritrea bezet had, voelde zich gefnuikt door de andere mogendheden in zijn koloniale mogelijkheden. Men keek begerig naar Ethiopië. Bovendien wilde Benito Mussolini de Italiaanse nederlaag van de Slag bij Adwa wreken. Een incident bij de Walwal-oase leidde tot een excuus om Tweede Italiaans-Ethiopische Oorlog te beginnen.
In de Volkenbond werd vlammende taal gesproken. Het bleef echter bij woorden en een krachteloos embargo. Olie werd namelijk uitgezonderd van dit embargo, bovendien kon Italië olie uit de VS betrekken. Groot-Brittannië had het Suezkanaal kunnen afsluiten, maar was bang voor een oorlog. De militaire kracht van Italië werd schromelijk overschat. Aan het eind van het liedje kon Mussolini zijn gang gaan. Addis Abeba werd bezet en de negus moest vluchten. Hij waarschuwde de Europese machten, die in de Volkenbond pratend hadden toegekeken, dat zij weleens de volgende slachtoffers zouden kunnen zijn. Hij zou gelijk krijgen.

## Azië
Japan had als bondgenoot van Groot-Brittannië in de Eerste Wereldoorlog de Duitsers de oorlog verklaard, en beschermde de Britse schepen tegen Duitse aanvallen. Het greep zijn nieuwe overwicht ter zee aan om de Duitse concessies in China en een aantal eilanden te bezetten. Bij de Vrede van Versailles werden deze aan Japan toegewezen. Dit leidde tot woedende protesten van China, dat duizenden arbeiders naar de fronten had gestuurd, terwijl Japan nagenoeg geen enkele constructieve bijdrage had geleverd. Ook de Amerikanen waren hier boos over: Wilson verkwanselde in hun ogen de bondgenootschappelijke relaties met China in het voordeel van rivaal Japan. De tegenprestatie van Japan was zittingname in de Volkenbond (waar de Verenigde Staten uiteindelijk geen lid van zouden worden).
China had in deze tijd nauwelijks een centraal gezag. In verschillende provincies heersten krijgsheren, die zich als onafhankelijke staten opstelden. Het communisme kwam op en deed zich gelden: Sun Yat-sen trachtte met hulp van de CCP en de Sovjet-Unie China te verenigen en verschillende radenrepublieken werden in China naar Russisch voorbeeld uitgeroepen. De Sovjet-Unie maakte ondertussen gebruik van de situatie om Oost-Turkestan te bezetten. Uiteindelijk werd Sun Yat-Sen opgevolgd door Chiang Kai-shek, die met de communisten brak. De nationalistische regering van Chiang Kai-shek zou toenadering zoeken tot de Duitse Weimarrepubliek, die met name op militair gebied de Chinezen bijstond. Hiervoor verkreeg Duitsland makkelijke toegang tot Chinese grondstoffen. Dit zou later bekend worden als de Sino-Duitse samenwerking. Deze eindigde toen Hitlers regering in 1934 toenadering tot Japan begon te zoeken.
Terwijl China in burgeroorlog was en Japan zijn invloed uitbreidde, bleek dat de Eerste Wereldoorlog ook invloed had op de grote koloniën Brits- en Nederlands-Indië. De koloniale machthebbers kregen te maken met groeiende bevrijdingsbewegingen met aan het hoofd charismatische figuren als Gandhi en Soekarno, die aanvankelijk slechts hervormingen, maar later onafhankelijkheid eisten.
Japan manifesteerde zich steeds nadrukkelijker in Oost-Azië. In de jaren 30 riep het een vazalstaat Mantsjoerije uit, waarna het zich een bezettingszone in China verschafte. Dit land werd ondertussen geteisterd door een burgeroorlog tussen communisten en nationalisten, die zich tegen de Japanse indringers verenigden. Een poging om Mongoliëjoek in 1938 binnen te vallen mislukte: de Sovjet- en Mongoolse legers onder leiding van Georgi Zjoekov bezorgden de Japanners een fikse bloedneus. Hierna keerde Japan zich naar het zuiden, waar de imperialistische politiek het in conflict zou brengen met de Verenigde Staten. In 1940-41 wist Japan Indochina van Vichy-Frankrijk af te troggelen en op 7 december 1941 viel Japan de Amerikaanse vloot in Pearl Harbor aan, hiermee de Tweede Wereldoorlog in Azië ontketenend.